# Halsbandsstenknäck
Halsbandsstenknäck (Mycerobas affinis) är en asiatisk fågel i familjen finkar inom ordningen tättingar. Den förekommer i bergsskogar från norra Pakistan till centrala Kina. Arten har påträffats i Sverige, men det anses inte sannolikt att den tagit sig till Europa på naturlig väg. Internationella naturvårdsunionen IUCN kategoriserar den som livskraftig.

## Utseende och läten
Halsbandsstenknäcken är en av de största finkarna med en kroppslängd på 22–24 cm. Hanen är glansigt svart på huvud, vingarna och stjärten. Resten av fjäderdräkten är gul, med ett jordbrunt halsband. Honan är olivgrön på ryggen och gulaktig under utan svart i ansiktet. Hanens sång är en klar, ljudlig och stigande serie visslingar med fem till sex toner. Bland lätena hörs ett mjukt men snabbt "pip-pip-pip-pip-uh" och ett varnande "kurr".

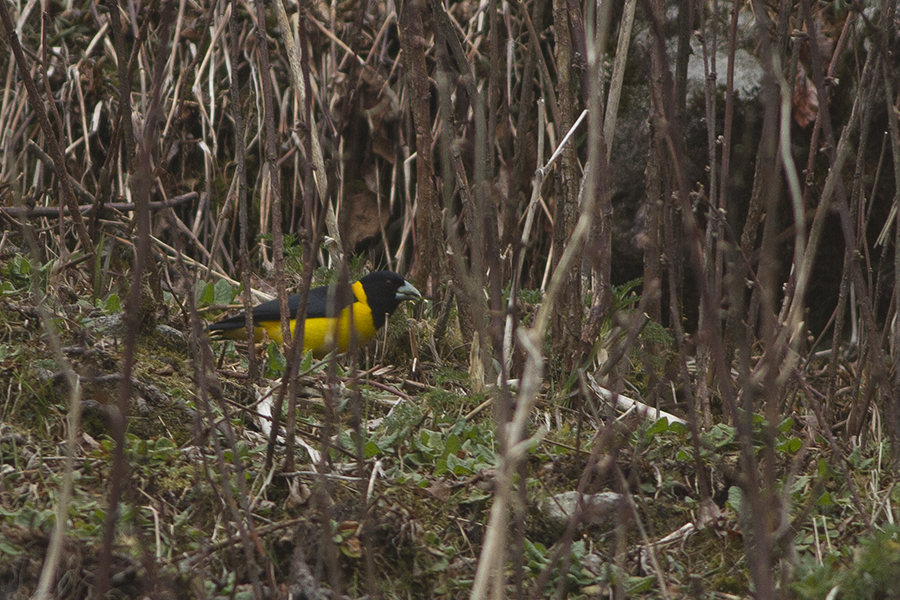
Hane fotograferad i Sikkim i Indien.

## Utbredning och systematik
Fågeln förekommer i bergstrakter från norra Pakistan till sydöstra Tibet, nordöstra Myanmar och centrala Kina. Den behandlas som monotypisk, det vill säga att den inte delas in i några underarter. Arten har observerats i Sverige, men det har bedömts osannolikt att den nått landet på naturlig väg.

## Levnadssätt

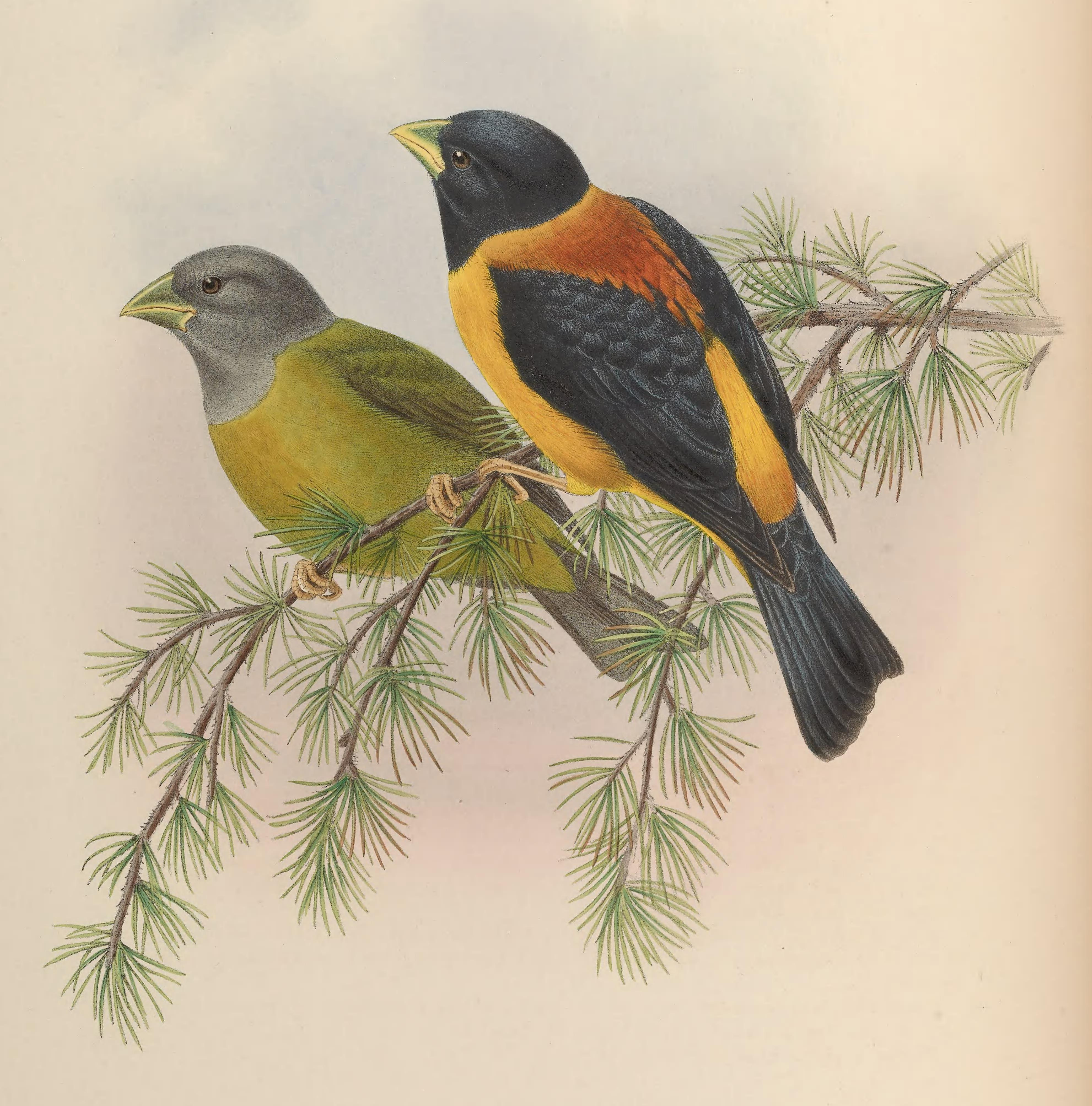
Hane och hona halsbandsstenknäck illustrerade av John Gould.

Denna fågel återfinns i bergstrakter på 2 700–4 200 meters höjd, vintertid ner till 1 060 meter. Den påträffas i barr- och blandskog kring lönn, ek eller rhododendron men även i dvärgväxande enbuskmarker ovan trädgräsen. Halsbandsstenknäcken ses ofta sitta i par eller grupper i trädtoppar, men födosöker ofta längre ner i vegetationen eller till och med på marken. Den lever av olika sorters frön, knoppar, skott, nötter och frukter som paradisäpplen, möjligen även insekter som fjärilslarver och sniglar.

## Status och hot
Arten har ett stort utbredningsområde, men tros minska i antal, dock inte tillräckligt kraftigt för att den ska betraktas som hotad. Internationella naturvårdsunionen IUCN listar arten som livskraftig (LC).  Världspopulationen har inte uppskattats men den beskrivs som ganska vanlig, lokalt eller sparsamt förekommande.

## Namn
På svenska har även stavningen halsbandstenknäck utan binde-s förekommit.